# 36329 Philmetzger
36329 Philmetzger è un asteroide della fascia principale. Scoperto nel 2000, presenta un'orbita caratterizzata da un semiasse maggiore pari a 2,3835168 au e da un'eccentricità di 0,2324779, inclinata di 5,62224° rispetto all'eclittica.